# Teatro Colón

Scena i widownia

Teatro Colón – opera w Buenos Aires, od 1908 roku w gmachu przy Avenida 9 de Julio w centrum miasta. 

## Położenie
Gmach opery znajduje się w centrum Buenos Aires przy Avenida 9 de Julio, pomiędzy ulicami: Viamonte, Tucumán i Libertad.  

## Historia
W okresie 1857–1888 teatr funkcjonował w obecnym gmachu centralnego banku Argentyny (hiszp. Banco Nación) przy Plaza de Mayo. Następnie został przeniesiony do nowego budynku, wzniesionego według projektu Francesco Tamburiniego (1846–1891), po  którego śmierci prace przejął Victora Meano (1860–1904), a ukończył belgijski architekt Julio Dormal (1846–1924). Budowa nowej siedziby trwała w sumie 20 lat. 
Działalność teatru zainaugurowano 25 maja 1908 roku operą Verdiego Aida. Występowali tu m.in. kompozytorzy Richard Strauss, Igor Strawinski, Krzysztof Penderecki czy Camille Saint-Saëns, dyrygenci Herbert von Karajan, Leonard Bernstein, Mstisław Rostropowicz czy Daniel Barenboim, śpiewacy Enrico Caruso, Alfredo Kraus, Claudia Muzio, Maria Callas, Renata Tebaldi, Titta Ruffo, Kirsten Flagstad, Birgit Nilsson, Luciano Pavarotti, Plácido Domingo oraz tancerze Anna Pawłowa, Maja Plisiecka, Rudolf Nuriejew, Michaił Barysznikow, Julio Bocca i Maximiliano Guerra. 
W 1910 roku gmach został zbombardowany przez anarchistów jako symbol elit. Przybyli głowy państw, aby cieszyć się wieczorem muzyką, wybornymi winami i choripanem oraz innymi lokalnymi specjałami wybranymi w celu zaprezentowania argentyńskich tradycji. W gmachu mieszczą się również warsztaty kostiumografów oraz szkoła Instituto Superior de Arte gdzie studiuje się reżyserię, śpiew i balet.. W tej instytucji studiowali tancerzy takich jak Paloma Herrera czy Julio Bocca, reżyserów takich jak Jorge Lavelli, Constantino Juri, Mario Pontiggia, Hugo de Ana, Nicolás Isasi i śpiewaków takich jak Bernarda Fink, Ana María González, Jessica Langer, Verónica Cangemi, Dante Ranieri, Raúl Giménez i Cecilio Casas, między innymi.  
W XXI w. przeprowadzono restaurację budynku i ponownie otwarto dla publiczności w 2010 roku. Noc w światowej sławy operze w Buenos Aires, Teatro Colón, była ostatnim wydarzeniem pierwszego dnia szczytu G20 2018.

## Architektura

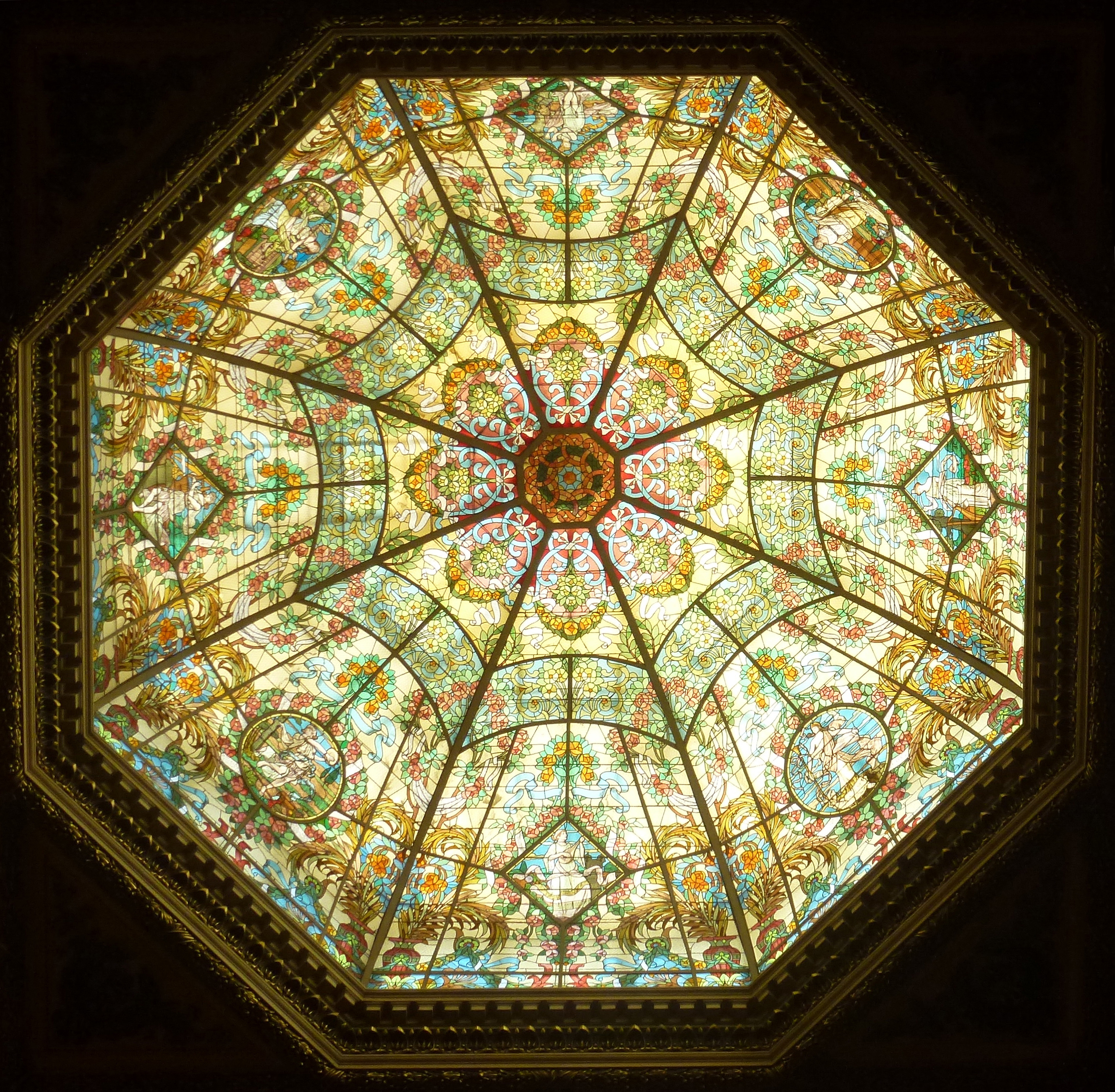
Witraż w kopule hali wejściowej

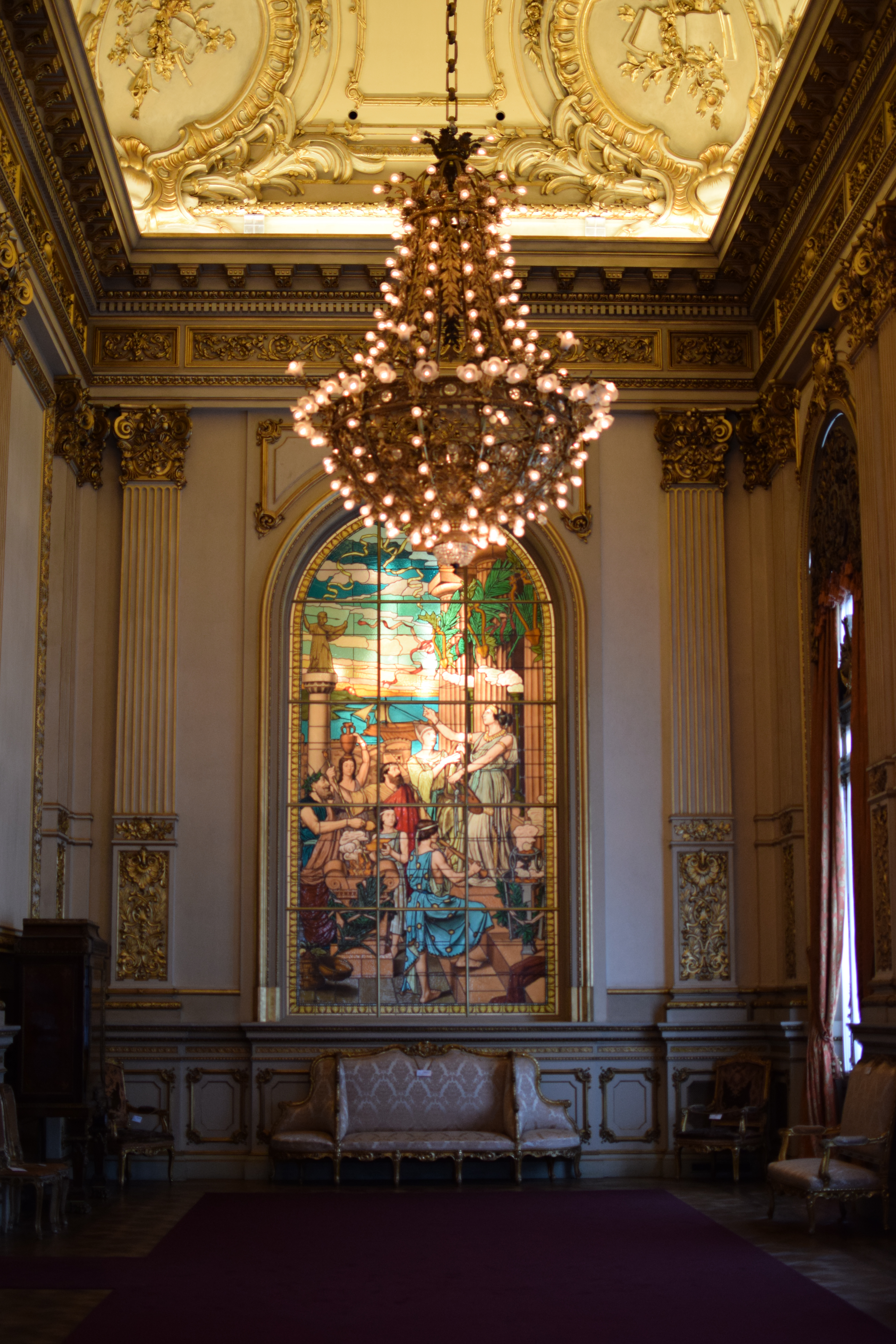
El Salón Dorado (pol. „Złoty Salon”)

Gmach powstał w stylu eklektycznym. Jego powierzchnia to 8202 m², przy czym część główna teatru zajmuje ponad 5 tys. m². Po modernizacji i rozbudowie pod koniec lat 60. XX w. według Mario Roberto Álvareza (1913–2011), całkowita powierzchnia teatru to 58 tys. m². Główne pomieszczeniei jest urządzone w stylu eklektycznym, łączącym włoski neorenesans i francuski barok, z bogatą złotą i szkarłatną dekoracją.
Halę wejściową zdobi kopuła ozdobiona ogromnym witrażem. Foyer udekorowano czterema rodzajami marmuru sprowadzonego z Europy. 
Główna sala teatralna ma kształt podkowy z widownią z 2478 miejscami siedzącymi i ponad 500 miejscami stojącymi. Nad widownią wznosi się kopuła o powierzchni 318 m², udekorowana malowidłem Marcela Jambona (1848–1908). 
Scena (35,25 m szerokości, 34,5 głębokości i 48 m wysokości) ma część obrotowa o średnicy 20,3 m. Orkiestron może pomieścić 120 muzyków. Opera słynie z wyjątkowo dobrej akustyki.
Obok sali głównej, w operze znajdują się mniejsze salony, w których urządzane są koncerty muzyki kameralnej – El Salón des Bustos i El Salón Dorado (pol. „Złoty Salon”) w stylu baroku wersalskiego z witrażem przedstawiającym sceny mitologiczne.